# Сегменты лёгкого
Сегме́нт лёгкого (лёгочный сегмент, бронхолёгочный сегмент) — участок лёгкого, входящий в состав доли и вентилируемый постоянным сегментарным бронхом, снабжённый соответствующей ветвью лёгочной артерии (Kramer и Glass, 1932 г.). Бронх и артерия занимают центр сегмента. Отводящие от соответствующих сегментов кровь вены располагаются в соединительнотканных перегородках между лежащими рядом сегментами. По форме сегмент лёгкого напоминает неправильный усечённый конус, вершина которого обращена к корню лёгкого, а основание, покрытое висцеральной плеврой, — к поверхности лёгкого. С клинической точки зрения разделение лёгких на сегменты необходимо для чёткой локализации очаговых изменений в лёгочной ткани.

## Классификация лёгочных сегментов
Наиболее распространённой в настоящее время является классификация лёгочных сегментов, принятая Конгрессом отоларингологов и специалистом по грудным болезням в 1949 г. в Лондоне. В 1955 г. на IV Международном конгрессе анатомов в Париже эта классификация была дополнена.

### Правое лёгкое
В правом лёгком обычно различают 10 сегментов.

#### Верхняя доля
Делится на 3 сегмента:
- верхушечный (S1);
- задний (S2);
- передний (S3).

#### Средняя доля
В средней доле выделяют 2 сегмента:
- латеральный (S4);
- медиальный (S5).

#### Нижняя доля
Нижняя доля правого лёгкого делится на 5 сегментов:
- верхний (S6);
- медиобазальный, или сердечный (S7);
- переднебазальный (S8);
- латеральнобазальный, или латеробазальный (S9);
- заднебазальный (S10).

### Левое лёгкое
В левом лёгком обычно различают 9 сегментов.

#### Верхняя доля
Верхняя доля левого лёгкого делится на 4 сегмента:
- верхушечный (S1+S2);
- передний (S3);
- верхний язычковый (S4);
- нижний язычковый (S5).

#### Нижняя доля
Нижняя доля левого лёгкого содержит 5 сегментов:
- верхний (S6);
- базальномедиальный сегмент(сердечный сегмент) (S7);
- переднебазальный (S8);
- латеральнобазальный, или латеробазальный (S9);
- заднебазальный (S10).